# 白鶴梁

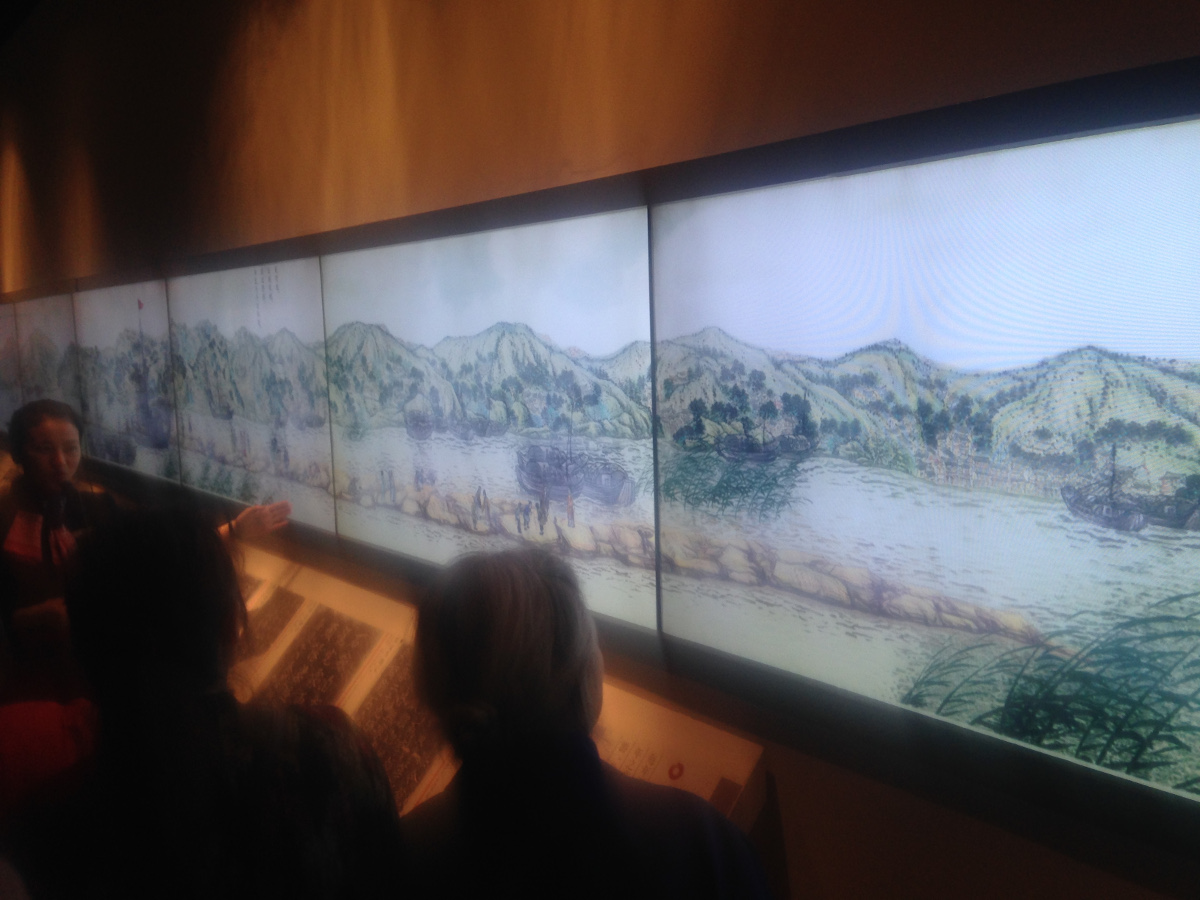
白鶴梁水中博物館に展示されている、三峡ダム建設以前の白鶴梁を描いた絵。

白鶴梁（はっかくりょう）は、重慶市涪陵区城北の長江の南岸の水中にある天然の石梁である。
白鶴梁の名称は、漁師に助けられた道士が、白い鶴に乗って飛び去ったという伝説に由来しているとされる。

## 概要

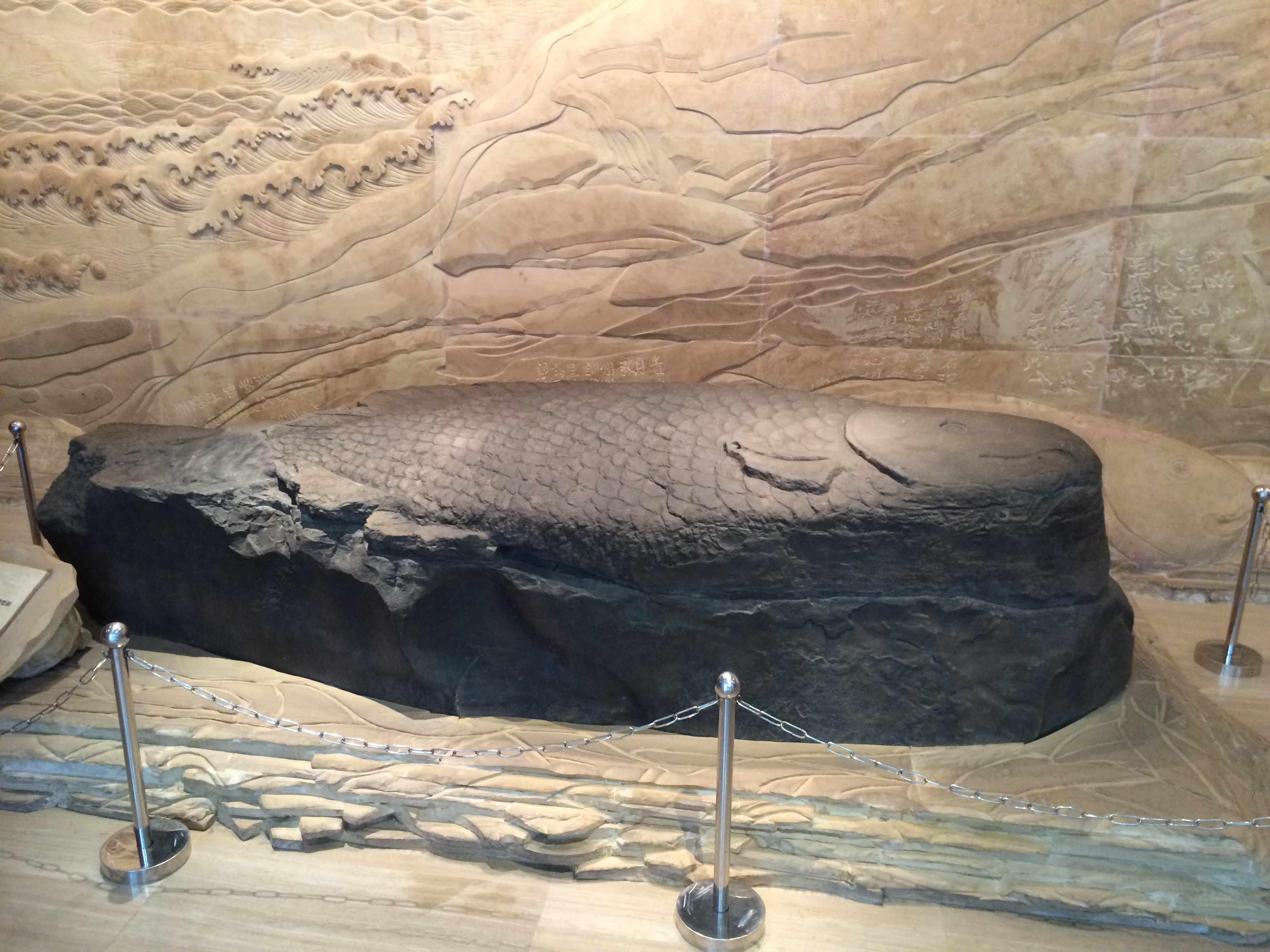
清代に彫刻された魚。かつては白鶴梁にあったが、現在は博物館で展示されている。

全長1600メートル、幅10メートルから15メートル、ないし、25メートルで、長江の流れと並行するように長く伸びている。
そこには、165段にわたる文字が刻まれており、過去1200年以上の間に72回あった渇水の年における長江の水位を記録した資料となっている。こうした刻まれた文字は、長江の水位が上がると水没し、渇水が起こると水面上に露出するので、古代における水位観測施設となっていた。黄庭堅・朱熹・王士禎など、数多くの歴代の文人たちが、ここに文字を刻み、のべ3万字以上がここに残されているため「水下碑林」（「水中の碑文の林」の意）とも褒め称えられている。また、石の表面に魚の彫刻を施したものも18カ所ある。

## 文化財としての保護
1980年7月7日、白鶴梁は、四川省が発表した省級文物保護単位の第一次再指定に含まれた。後に、重慶市の管轄となっている。1988年1月13日には、第三次全国重点文物保護単位の一つとして公認された。2000年9月7日には、第一次重慶市文物保護単位の一つとなった。
2006年以降は世界文化遺産への登録をめざす取り組みが進められている。

## 水中博物館

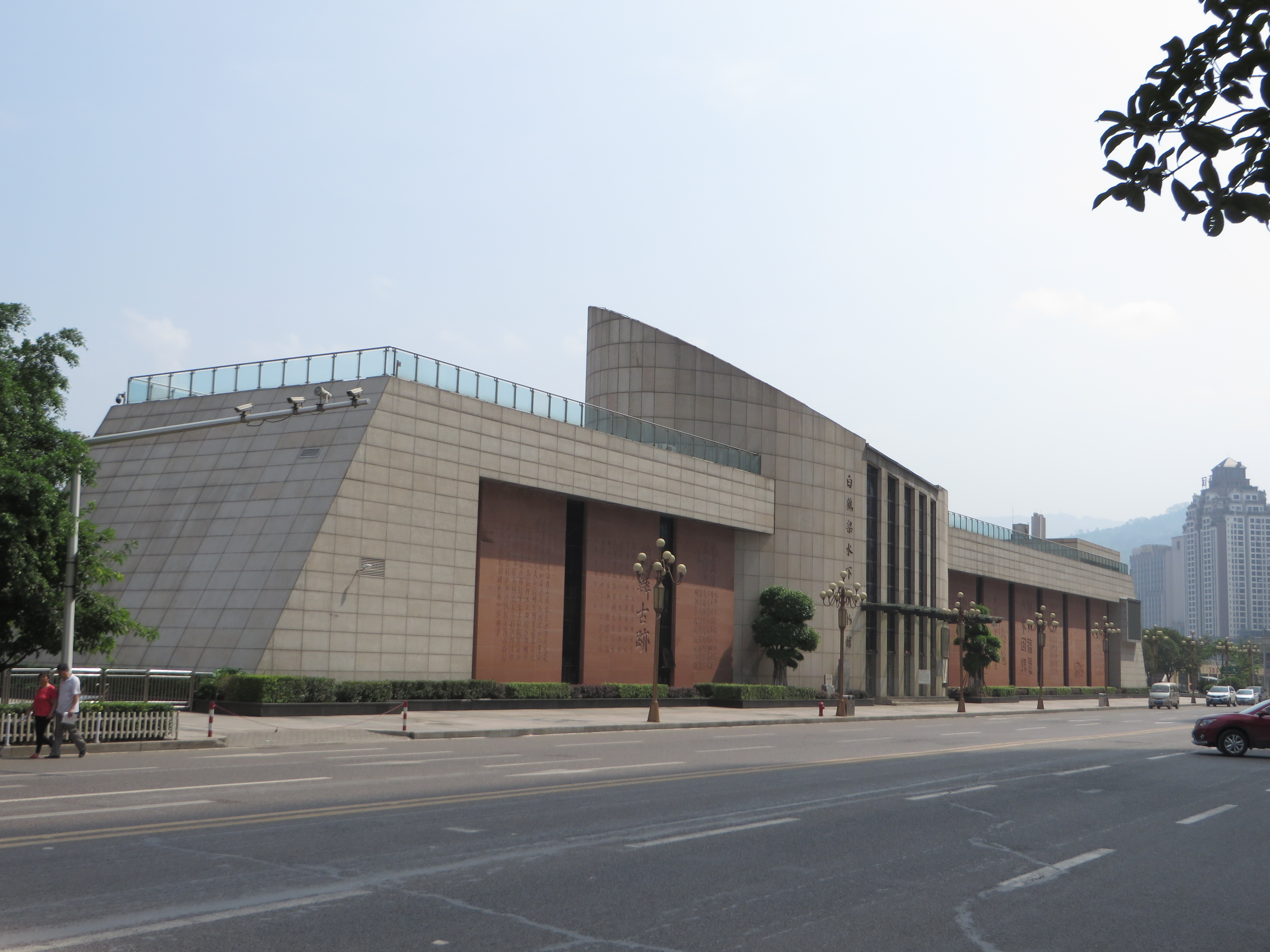
白鶴梁水中博物館（外観）

三峡ダムの建設によって、高さ135メートルまで水位が上昇し、白鶴梁は、全体が水深40メートルほどの水中に没して水面上に露出することが不可能になった。そこで2001年に、中国科学院の院士である葛修潤が「無圧容器（无压容器）」を用いて水中の史跡を保護する方策を提案し、もともとの場所に水中博物館が建設されることになった。
圧力の原理を利用する形で、内部と外部に水が入った保護筐体が設けられ、観光客は川岸から水中の通路を通って博物館に入り、白鶴梁に刻まれた碑文を鑑賞することができるようになった。白鶴梁水中博物館（白鶴梁水下博物館）は、2009年5月18日に正式に開館し、千年を経た水文調査の施設が、再び日の目を見ることとなった。2011年夏から8カ月にわたって閉館して改造工事が施され、2012年3月に再び開館した。
地上の施設から水中の博物館までゆく経路となっているエスカレーターは、長さ88メートル、深さ40メートルで、アジア最長のトンネル式エスカレーターとされている。